# Aggabodhi V
Aggabodhi V fou rei d'Anuradhapura (Sri Lanka) del 726 al 732. Era fill i successor de Manavamma.
És descrit com a savi i pietós. Va construir diversos edificis per a les fraternitats Dhanimaruchi i Pansukulika i tanmateix va fer afegits al temple de Sanghamitta 
i a altres en diferents parts del país. Va gastar 26 suvannes (moneda d'or de 175 grans troy en restaurar les estructures malmeses del Cetiya-pabbata (Ruwanwelisaya). Per al foment de l'agricultura va restaurar el tanc d'aigua de Gondigama que estava força deteriorat. Va respectar els dies de Uposatha i va predicar al poble les doctrines budistes.
Va morir al cap de sis anys. El va succeir el seu germà petit Khattiya Kassapa III (Kasubu).

## Nota
1. ↑  373,24 grams cada peça)